# Ardere oxigen-combustibil
Arderea oxigen-combustibil (oxicombustia) este un procedeu de realizare a arderii combustibililor în oxigen pur pentru a evita producerea de oxizi de azot. Este o dezvoltare recentă.